# I Dream of Jeannie
I Dream of Jeannie (dosłownie: Marzę o Jeannie) – amerykański telewizyjny sitcom fantasy emitowany w latach 1965-1970. Serial liczył 139 odcinków (z tego pierwsze 30 było czarno-białych).

## Treść
Astronauta Tony Nelson ląduje na bezludnej wyspie na Pacyfiku, gdzie znajduje dziwną butelkę. Okazuje się, że uwalnia uwięzionego w niej dżinna o imieniu Jeannie, który posiada magiczne moce. Jeannie ma postać pięknej blondynki.

## Główne role
Na podstawie portalu Filmweb.pl oraz IMDb.com:
- Barbara Eden: Jeannie (wszystkie 139 odcinków)
- Larry Hagman: Tony Nelson (139)
- Bill Daily: Roger Healey (131)
- Hayden Rorke: dr Alfred Bellows (129)
- Emmaline Henry: Amanda Bellows (35)
- Ruth McDevitt: pani Horlick (1)
- Barton MacLane: gen. Martin Peterson (35)
- Vinton Hayworth: gen. Winfield Schaeffer (20)
- George DeNormand: pilot linii lotniczych (5)
- Woodrow Parfrey: Henry Tracy (4)
- Benny Rubin: arabski kaznodzieja (4)
- Joseph V. Perry: barman (4)
- Jerry Shane: lotnik (4)